# Edoardo Garbin
Edouardo Garbin (Pàdua, 12 de març de 1865 - Brescia, 12 d'abril de 1943) fou un tenor italià. Va estar casat amb la soprano Adelina Stehle.
Va estudiar a Milà amb els mestres Alberto Selva i Vittorio Orefice. El 1891 va fer el seu debut a Vicenza com a Don Alvaro a La forza del destino. Dos anys després apareix a La Scala com a Fenton en l'estrena mundial de Falstaff. Posteriorment, es va casar amb Adelina Stehle, amb qui va actuar durant molts anys, principalment en les òperes de Puccini. També va actuar el 1900 a l'estrena de Zazà de Ruggero Leoncavallo com a Dufresne, també a La Scala, on hi va romandre fins al 1918. Altres estrenes on intervingué foren com a Guevara a Cristoforo Colombo d'Alberto Franchetti i a Montemezzi de Giovanni Gallurese. Els seus èxits europeus no es van repetir a Londres, on no va ser ben rebut per la premsa crítica el 1908.
La temporada 1900-1901 va actuar al Gran Teatre del Liceu de Barcelona.